# Ольтра, Хосе Луис
Хосе Луис Ольтра Кастаньер (исп. José Luis Oltra Castañer; род. 24 марта 1969, Валенсия) — испанский футболист, полузащитник; тренер.

## Клубная карьера
Полузащитник Ольтра во время своей игровой карьеры защищал цвета клубов «Валенсия Месталья», «Сабадель», «Леванте», «Еклано», «Эльче» и «Онтеньенте». С 11 лет он занимался в академии «Валенсии», 1 сентября 1986 года дебютировал за первую команду в товарищеском матче с «Патерной». Несколько лет провёл в резервной команде, но так и не сыграл за «летучих мышей» в официальных матчах. В сезоне 1991/92 провёл 4 матча за «Сабадель» в Сегунде. В сезоне 1993/94 был основным игроком «Леванте».

## Тренерская карьера
Хосе Луис окончил игровую карьеру в 2001 году и немедленно приступил к тренерской работе. Его первым воспитанником стала футбольная команда из города Катарроха, выступающая в Региональ Преференте. Через год он возглавил «Кастельон», которому помог выйти во второй дивизион. Заслуги молодого тренера не остались незамеченными — Ольтру пригласили на пост тренера резервной команды «Леванте». С уходом тренера основной команды «Леванте» Ольтра занял его место, но продержаться в этой должности долго не смог.
В 2006 году Хосе Луис возглавил «Мурсию». Команда завершила сезон всего одиннадцатым местом в чемпионате. Руководство клуба приняло решение не продлевать контракт с тренером. Ольтра был вынужден принять предложение от команды Сегунды «Тенерифе», спустя один сезон тренер смог доказать свою значимость — клуб попал в Ла Лигу. Два последующих нестабильных сезона побудили руководство очередного клуба расторгнуть с Ольтрой контракт.
24 ноября 2010 года Хосе Луис перешёл на тренерскую работу в «Альмерию», а через полгода подал в отставку.
Летом 2011 года Ольтра был назначен на пост главного тренера «Депортиво Ла-Корунья». Перед новым тренером клуба была поставлена задача вернуть команду в Ла Лигу. В первом же сезоне Хосе Луис с ней прекрасно справился.
Летом 2015 года был назначен главным тренером клуба «Кордова».